# 8533 Охіра
8533 Охіра (8533 Oohira) — астероїд головного поясу, відкритий 20 січня 1993 року.
Тіссеранів параметр щодо Юпітера — 3,319.
Названо на честь Охіра (яп. おおひら(大平) о: хіра)